# کارناوال لجند
کارناوال لجند (به انگلیسی: Carnival Legend) یک کشتی است که طول آن ۹۶۳ فوت (۲۹۴ متر) می‌باشد. این کشتی در سال ۲۰۰۱ ساخته شد.